# Châtelain (Mayenne)
Pour les articles homonymes, voir Châtelain.
Châtelain est une commune française, située dans le département de la Mayenne en région Pays de la Loire, peuplée de 464 habitants.
La commune fait partie de la province historique de l'Anjou (Haut-Anjou).

## Géographie
| Azé (comm. dél. de Château-Gontier-sur-Mayenne) | Gennes-Longuefuye (comm. dél. de Gennes-sur-Glaize)    |                                            |
|                                                 | Châtelain                                              | Bierné-les-Villages (comm. dél. de Bierné) |
| Coudray                                         | Bierné-les-Villages (comm. dél. d'Argenton-Notre-Dame) |                                            |

### Climat
Pour des articles plus généraux, voir Climat des Pays de la Loire et Climat de la Mayenne.
En 2010, le climat de la commune est de type climat océanique altéré, selon une étude du CNRS s'appuyant sur une série de données couvrant la période 1971-2000. En 2020, Météo-France publie une typologie des climats de la France métropolitaine dans laquelle la commune est exposée à un climat océanique et est dans la région climatique  Moyenne vallée de la Loire, caractérisée par une bonne insolation (1 850 h/an) et un été peu pluvieux. 
Pour la période 1971-2000, la température annuelle moyenne est de 11,2 °C, avec une amplitude thermique annuelle de 14,1 °C. Le cumul annuel moyen de précipitations est de 706 mm, avec 12 jours de précipitations en janvier et 6,4 jours en juillet. Pour la période 1991-2020, la température moyenne annuelle observée sur la station météorologique de Météo-France la plus proche, sur la commune de Coudray à 4 km à vol d'oiseau, est de 12,2 °C et le cumul annuel moyen de précipitations est de 718,4 mm,. Pour l'avenir, les paramètres climatiques de la commune estimés pour 2050 selon différents scénarios d'émission de gaz à effet de serre sont consultables sur un site dédié publié par Météo-France en novembre 2022.

## Urbanisme

### Typologie
Au 1er janvier 2024, Châtelain est catégorisée commune rurale à habitat dispersé, selon la nouvelle grille communale de densité à sept niveaux définie par l'Insee en 2022.
Elle est située hors unité urbaine. Par ailleurs la commune fait partie de l'aire d'attraction de Château-Gontier-sur-Mayenne, dont elle est une commune de la couronne,. Cette aire, qui regroupe 19 communes, est catégorisée dans les aires de moins de 50 000 habitants,.

### Occupation des sols
L'occupation des sols de la commune, telle qu'elle ressort de la base de données européenne d’occupation biophysique des sols Corine Land Cover (CLC), est marquée par l'importance des territoires agricoles (93,9 % en 2018), en diminution par rapport à 1990 (100 %). La répartition détaillée en 2018 est la suivante : 
terres arables (62,2 %), prairies (31,7 %), zones urbanisées (3,1 %), forêts (3 %). L'évolution de l’occupation des sols de la commune et de ses infrastructures peut être observée sur les différentes représentations cartographiques du territoire : la carte de Cassini (XVIIIe siècle), la carte d'état-major (1820-1866) et les cartes ou photos aériennes de l'IGN pour la période actuelle (1950 à aujourd'hui).

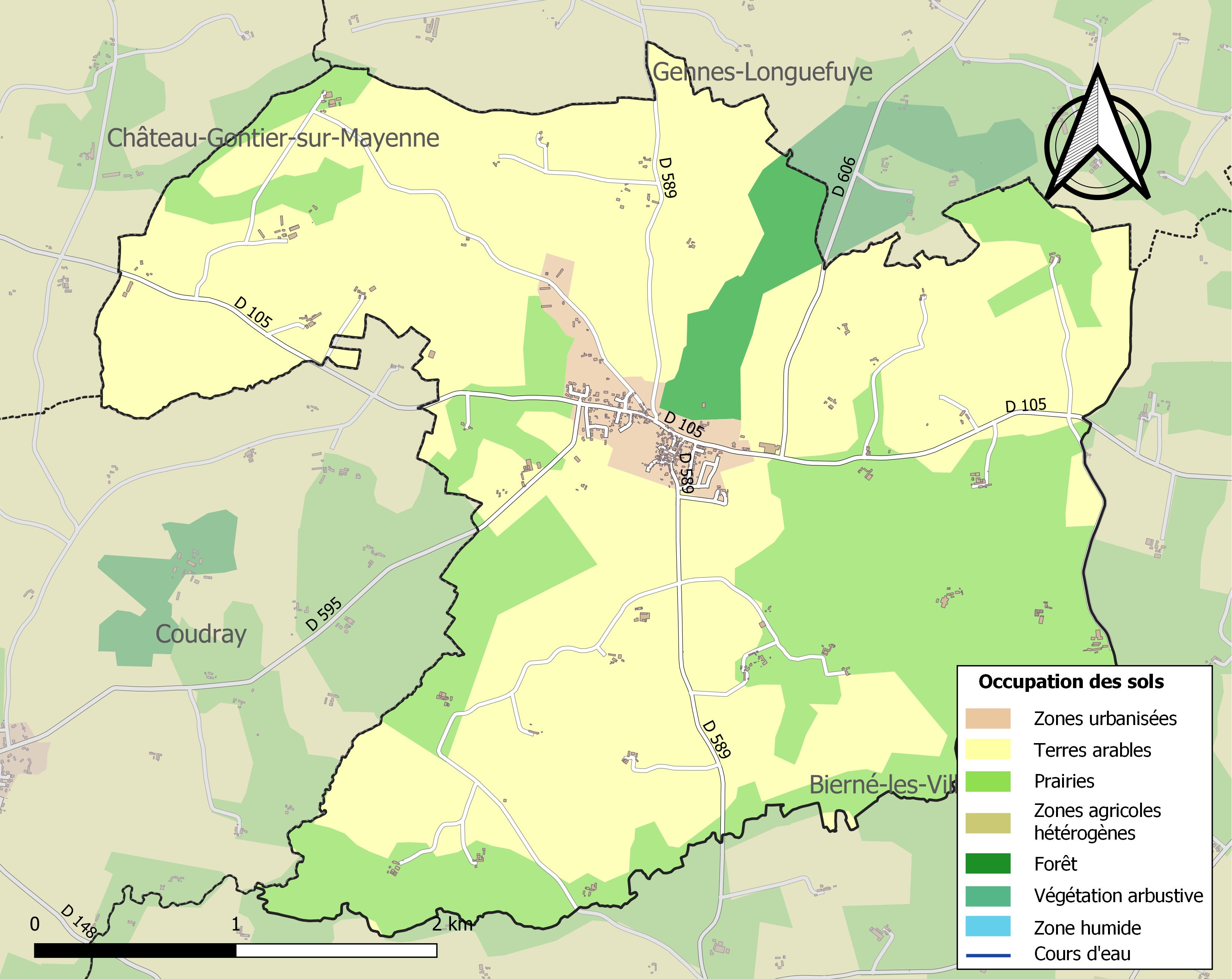
Carte des infrastructures et de l'occupation des sols de la commune en 2018 (CLC).

## Histoire
La commune faisait partie de la sénéchaussée angevine de Château-Gontier dépendante de la sénéchaussée principale d'Angers depuis le Moyen Âge jusqu'à la Révolution française.
En 1790, lors de la création des départements français, une partie de Haut-Anjou a formé le sud mayennais sous l'appellation de Mayenne angevine.

## Politique et administration
| Période   | Période   | Identité            | Étiquette | Qualité |
| --------- | --------- | ------------------- | --------- | --- |
| 1945      |           | Joseph de la Charie |           | |
| ?         | mars 2001 | Patrick Bricaud     |           | Agriculteur                                                                                                |
| mars 2001 | 2002      | Daniel Oger         |           | Artisan retraité                                                                                           |
| juin 2002 | mars 2014 | Alain Tessier       | SE        | Agriculteur commerçant                                                                                     |
| mars 2014 | En cours  | Laurence Deschamps  | SE        | En disponibilité de l'assistance publique au moment de son élection, conseillère départementale suppléante |

## Démographie
L'évolution du nombre d'habitants est connue à travers les recensements de la population effectués dans la commune depuis 1793. Pour les communes de moins de 10 000 habitants, une enquête de recensement portant sur toute la population est réalisée tous les cinq ans, les populations de référence des années intermédiaires étant quant à elles estimées par interpolation ou extrapolation. Pour la commune, le premier recensement exhaustif entrant dans le cadre du nouveau dispositif a été réalisé en 2007.
En 2022, la commune comptait 464 habitants, en évolution de −3,13 % par rapport à 2016 (Mayenne : −0,73 %, France hors Mayotte : +2,11 %).
| 1793 | 1800 | 1806 | 1821 | 1831 | 1836 | 1841 | 1846 | 1851 |
| ---- | ---- | ---- | ---- | ---- | ---- | ---- | ---- | ---- |
| 641  | 541  | 557  | 618  | 629  | 644  | 626  | 672  | 650  |

| 1856 | 1861 | 1866 | 1872 | 1876 | 1881 | 1886 | 1891 | 1896 |
| ---- | ---- | ---- | ---- | ---- | ---- | ---- | ---- | ---- |
| 621  | 606  | 582  | 531  | 537  | 550  | 521  | 545  | 532  |

| 1901 | 1906 | 1911 | 1921 | 1926 | 1931 | 1936 | 1946 | 1954 |
| ---- | ---- | ---- | ---- | ---- | ---- | ---- | ---- | ---- |
| 513  | 524  | 506  | 408  | 404  | 396  | 383  | 423  | 452  |

| 1962 | 1968 | 1975 | 1982 | 1990 | 1999 | 2006 | 2007 | 2012 |
| ---- | ---- | ---- | ---- | ---- | ---- | ---- | ---- | ---- |
| 394  | 401  | 328  | 341  | 393  | 404  | 467  | 476  | 496  |

| 2017 | 2022 | - | - | - | - | - | - | - |
| ---- | ---- | - | - | - | - | - | - | - |
| 469  | 464  | - | - | - | - | - | - | - |

## Lieux et monuments
- Église Saint-Maurice.
- Château de la Chevalerie.
- Château de Minzé.

## Personnalités liées à la commune
- Mylène Demongeot, (1935-2022), actrice et productrice française y vécut[20],[21].

## Héraldique
| Blason de Châtelain | Blason  | D’azur, à une fasce d’argent, maçonnée de sable, accompagnée de trois croisettes tréflées du même, 2 et 1. |
| Blason de Châtelain | Détails | L’azur indique la présence de plusieurs cours d’eau qui traversent le territoire communal. La fasce d’argent signale que le village est traversé par le ruisseau des Papinais ; elle est maçonnée pour imager les murs des châteaux qui lui ont donné son nom par le biais de leurs propriétaires. On trouve en effet ceux de Minzé, Châtelain, la Chevallerie et de Mortaise. Les croisettes tréflées symbolisent Maurice, le village étant sous le patronage de ce saint. Les ornements sont deux pampres de sinople, fruitées de gueules, mises en sautoir par la pointe et liées d’argent afin d’honorer l’activité agricole et plus particulièrement la viticulture. Le listel d'argent porte le nom de la commune en lettres majuscules de sable. La couronne de tours dit que l’écu est celui d’une commune ; elle n’a rien à voir avec des fortifications. Le statut officiel du blason reste à déterminer. |